# Neuvilly Communal Cemetery Extension
Le cimetière « Neuvilly Communal Cemetery Extension » est un cimetière militaire de la Première Guerre mondiale situé sur le territoire de la commune de Neuvilly, Nord.

## Localisation
Ce cimetière est contigu au cimetière communal, à la sortie nord-est du village, sur la D955 en direction de Briastre.

## Historique
Occupé dès la fin août 1914 par les troupes allemandes, le village de Neuvilly avait une Kommandantur au 17 de la route nationale. Le village est resté  loin des combats jusqu'au 10 octobre 1918 date à laquelle il est capturé temporairement par la 17e division britannique puis évacué, avant d'être définitivement pris le 17 octobre. Ce cimetière a été créé à cette date pour inhumer les victimes de ces combats. La plupart d'entre eux appartenant à la 17e division et beaucoup à la 12e manchesters.

## Caractéristique
Ce cimetière comporte les sépultures de 101 soldats britanniques, dont 6 ne sont pas identifiés.

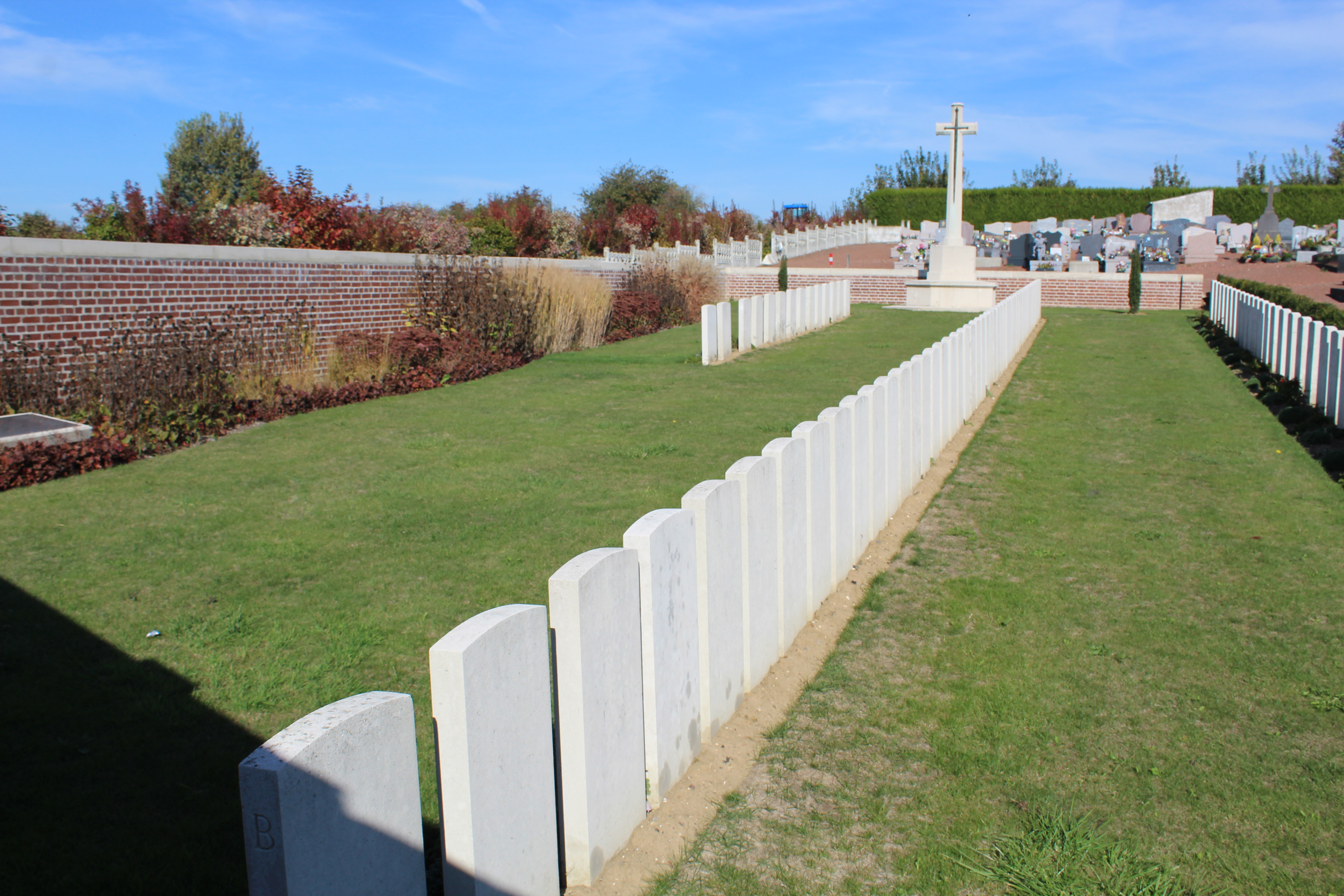
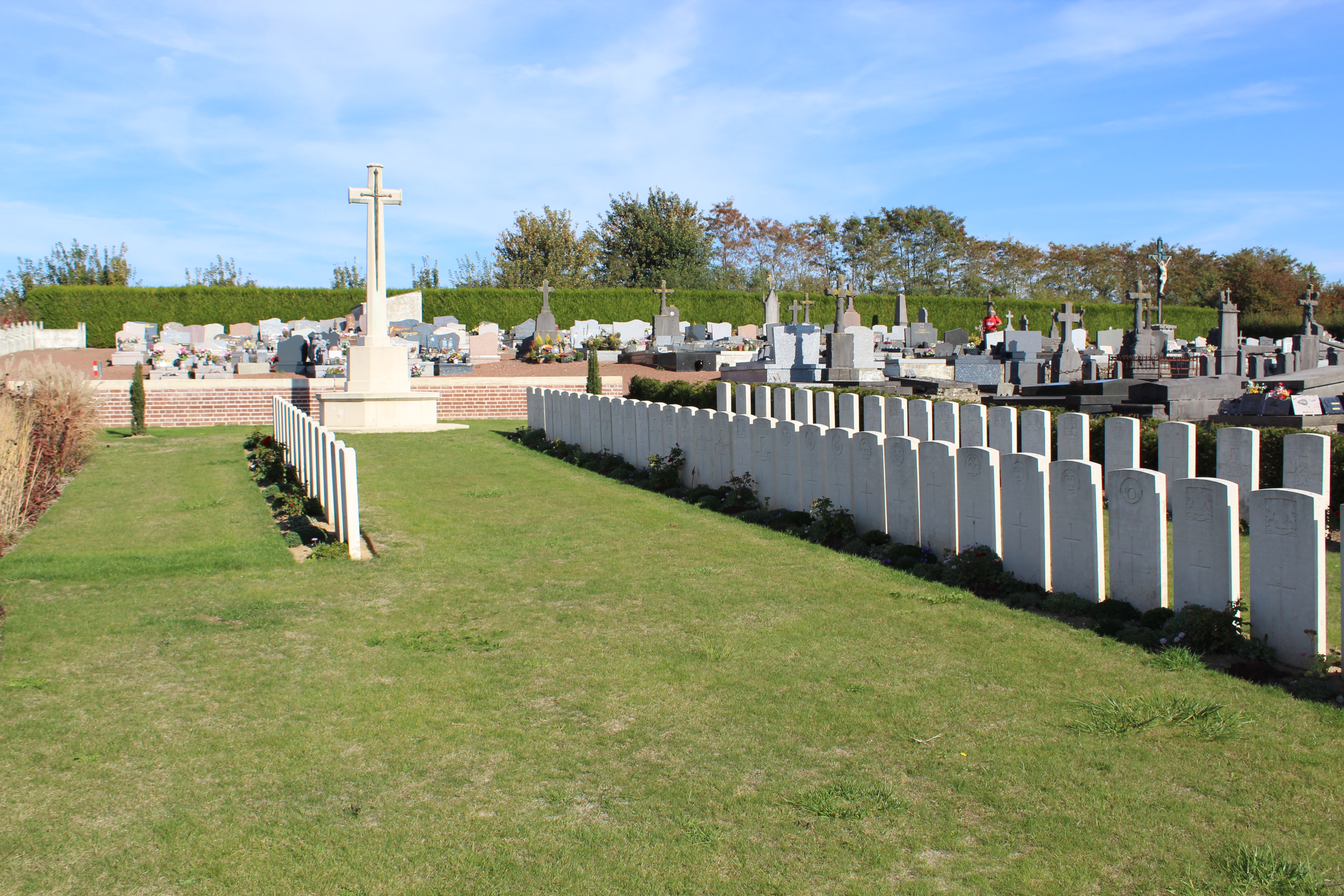
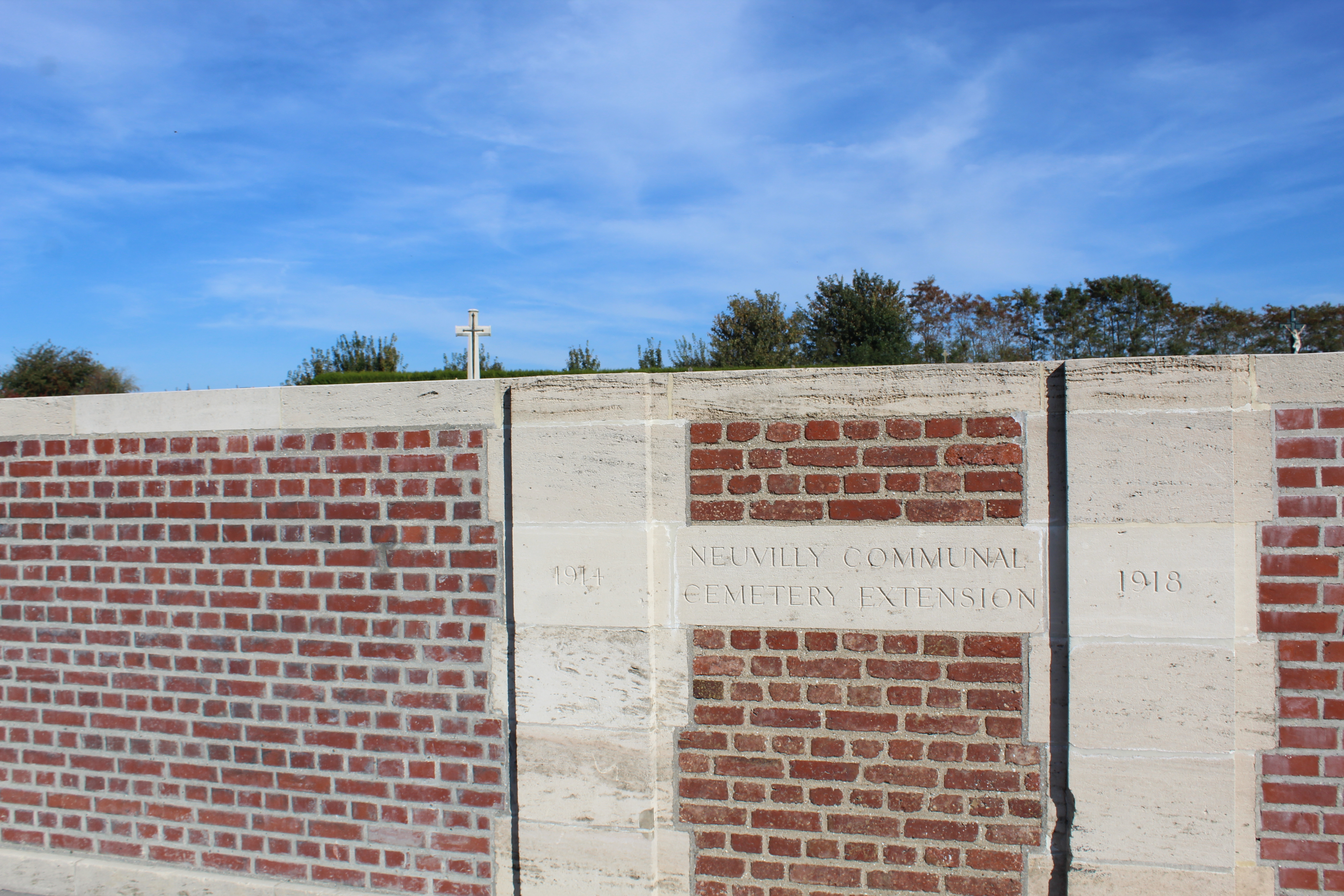

## Sépultures
| Pays        | Sépultures |
| ----------- | ---------- |
| Royaume-Uni | 101        |

### Liens Externes
http://www.inmemories.com/Cemeteries/neuvillycomext.htm